# Tordis Maurstad
Tordis Maurstad (nacida Witzøe) (Kristiansund, Noruega el 24 de diciembre de 1901 - Oslo, Noruega el 10 de enero de 1997) fue una actriz de teatro noruega.

## Biografía
Maurstad nació en Kristiansund, en la provincia de Møre og Romsdal, Noruega. Estuvo casada con el actor Alfred Maurstad, con el que tuvo un hijo, el también actor y director de escena Toralv Maurstad. En 1949 se casaría en segundas nupcias con el crítico literario, dramaturgo y periodista Helge Krog. Debutó como actriz en la obra de Johan Falkberget, Fjellsjøheidningen, en 1923.
Comenzó a trabajar para Det Norske Teatret en 1923 y allí permanecería durante el resto de su carrera artística. Fue condecorada con la distinción real de Caballero de Primera Clase de la Orden de San Olaf en 1963.